# フォート・アムステルダム (ガーナ)
フォート・アムステルダム、アムステルダム砦（アムステルダムとりで、オランダ語: Fort Amsterdam）は、ガーナ共和国セントラル州コルマンティン (Kormantin) にある砦。1638年から1645年にかけて、イングランドによって「フォート・コルマンティン (Fort Cormantine, Fort Courmantyne)」として建設され、1665年にオランダ西インド会社のエンゲル・デ・ルイター提督 (admiral Engel de Ruyter) に奪取された。これによって、砦はオランダ領ゴールド・コースト (Nederlandse Goudkust, Dutch Gold Coast) の一部となり、1868年にイギリスに明け渡されるまで、その状態が続いた。

## 歴史
1782年はじめ、トマス・シャーリー艦長 (Captain Thomas Shirley) 率いる50門を備えた砲艦 HMS Leanderと、スループ HMS Alligator が、オランダ領ゴールド・コーストへ向かった。当時イギリスは、オランダと交戦中であり（第四次英蘭戦争）、シャーリーは、20門の砲を構えていたモウリ (Mowri) のフォート・ナッソー (Fort Nassau)、砲32門のコルマンティン、砲22門のアパム (Apam) のフォート・レザムヘイト (Fort Lijdzaamheid, Fort Patience)、砲18門のセニャ・ベラク (Senya Beraku) のフォート・グーデ・ホープ (Fort Goede Hoop)、砲32門のアクラのフォート・クレーヴクール (Fort Crevecoeur, Ussher Fort) といった、オランダ側の小規模な砦を攻略していった。
今日では、砦の敷地の周辺に、アバンゼ (Abandze) 集落が形成されている。

## 画像

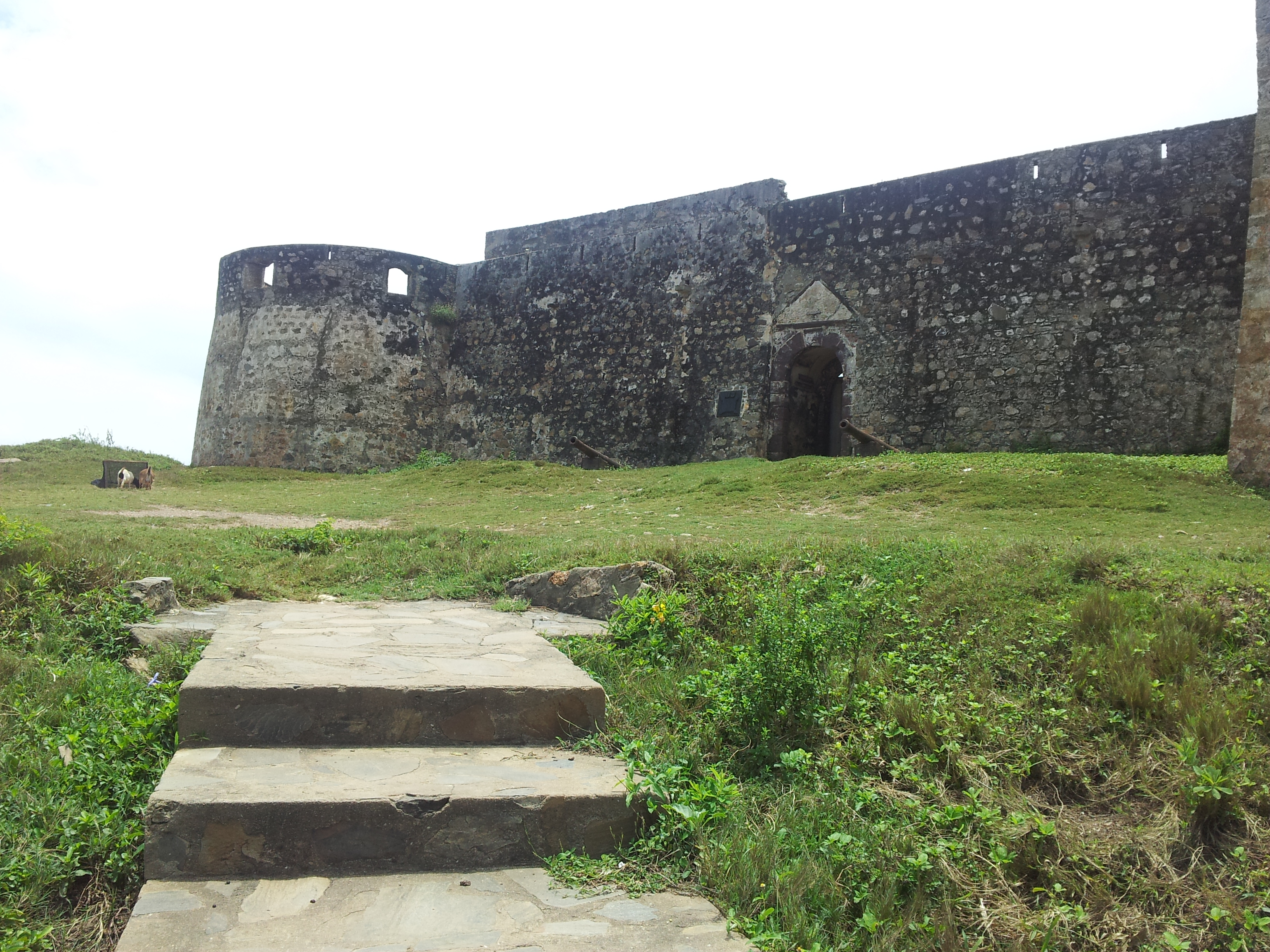
フォート・アムステルダム正面
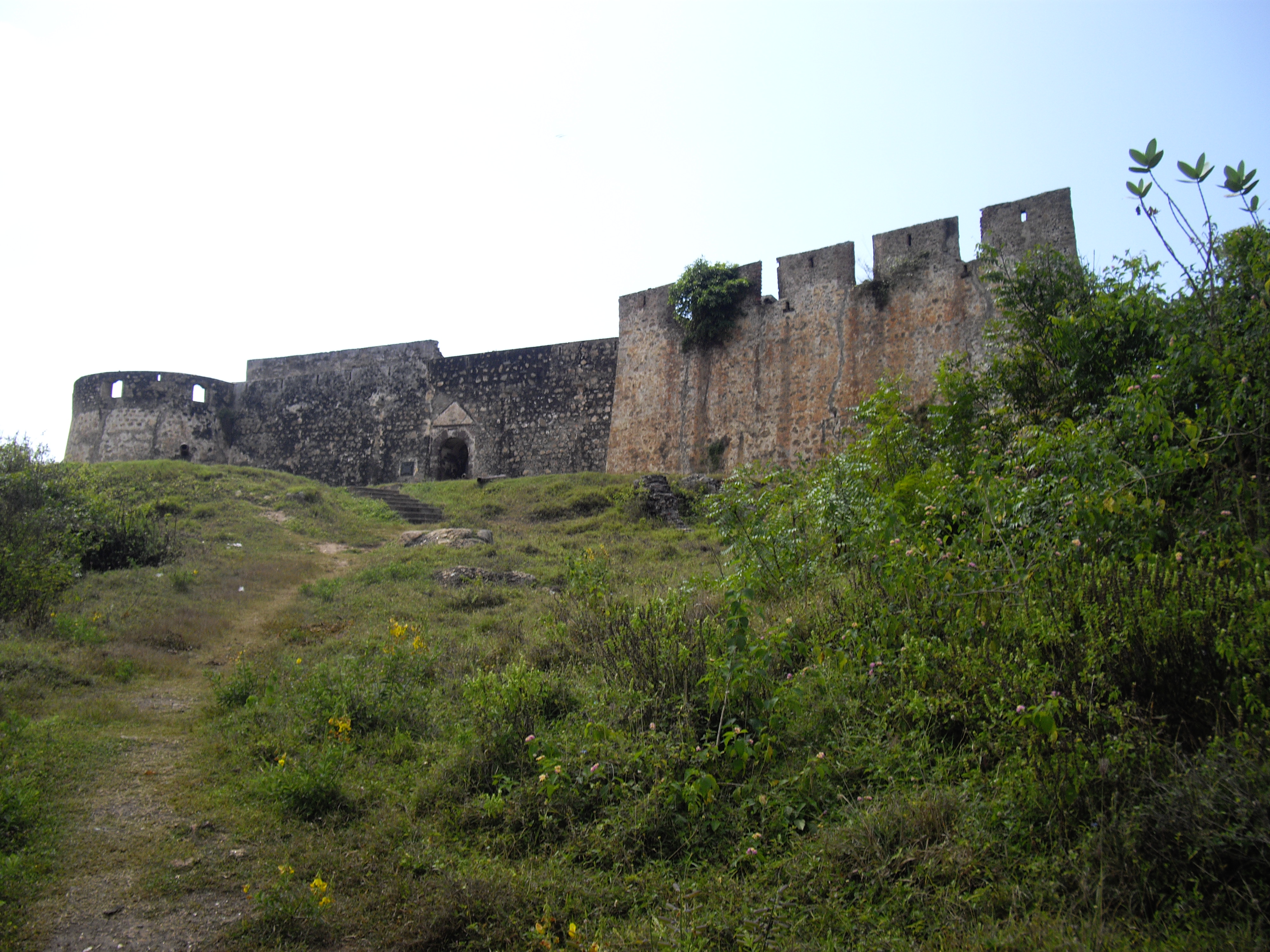
正門
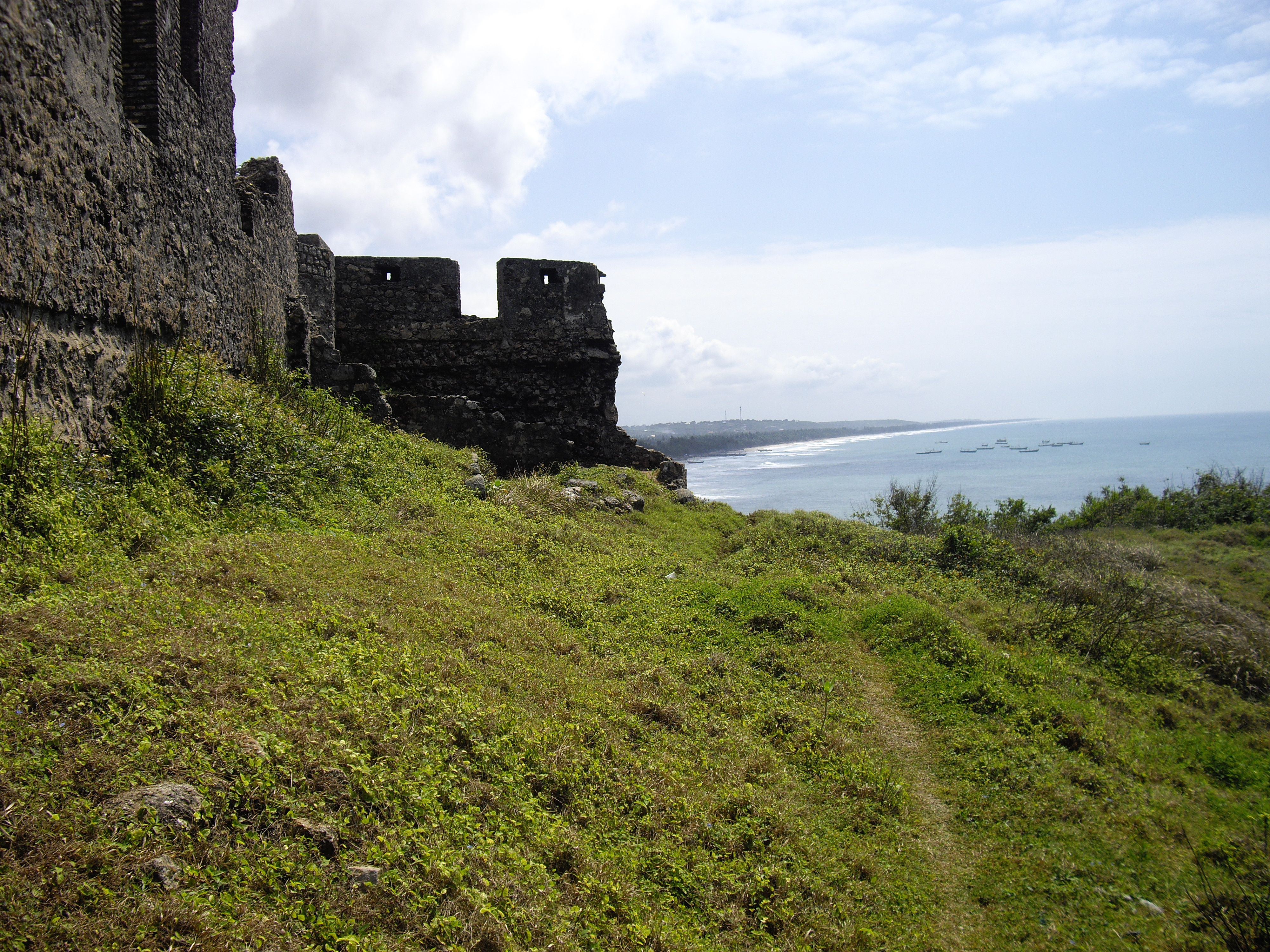
フォート・アムステルダム